# 士林區
25°05′31″N 121°31′24″E / 25.0918125°N 121.5232205°E
士林區，舊稱「八芝蘭」，前身「士林鎮」，位於臺灣臺北市北部，為臺北高等行政法院所在地。全境面積為62.3682平方公里，人口約有26.4萬人，以面積來說，是臺北市第一大區，人口則居全市第三多。區內東北為大屯火山群，以七星山1,120公尺最高，東南部有大崙山及大直諸山，平原則分布在西南部磺溪、外雙溪下游及基隆河、淡水河間。
士林區內有士林夜市、陽明山國家公園等景點，以及國立故宮博物院，國立臺灣科學教育館、臺灣戲曲中心、臺北市立天文科學教育館、臺北表演藝術中心等文教設施與機構，天母地區外籍人士居多。士林區區花為玫瑰。

## 歷史

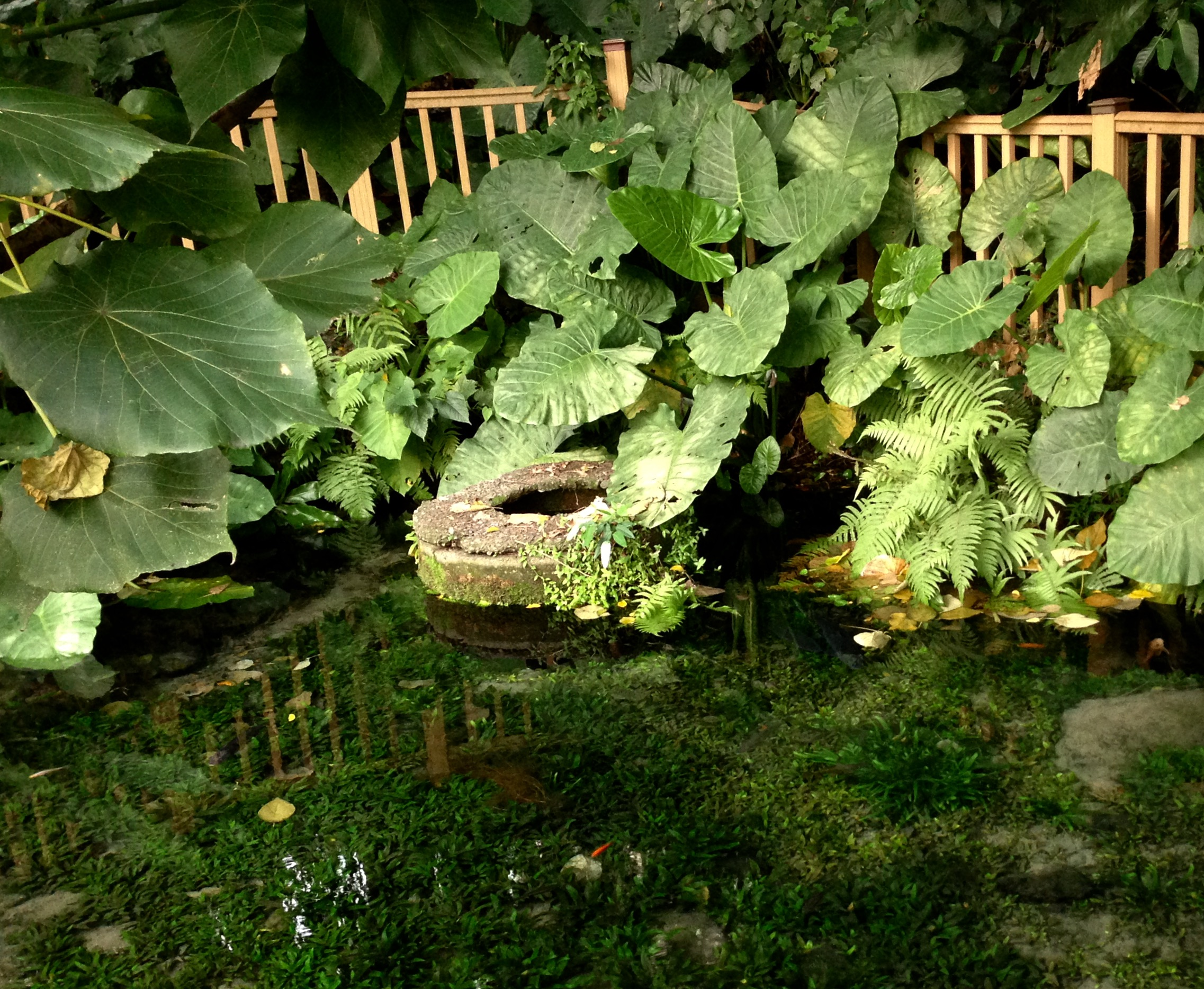
番井沸泉——芝蘭八景之一

士林區舊名「八芝蘭」（Pattsiran），為凱達格蘭語「溫泉」之義。在漢人尚未入墾之前，為平埔原住民族凱達格蘭族「麻少翁社」居住地。清朝時期實施堡里制，簡化其名為「芝蘭堡」（稍後再劃為芝蘭一堡）。清末時因當地讀書風氣興盛，科考人才輩出，遂改稱「士林」，有「士子如林」之涵義。
荷蘭統治時期本區記有巴賽族「毛少翁社」、「瓦笠社」。
1740年，屬淡水海防廳淡水保八芝蓮林庄、瓦笠庄。1760年屬淡水廳淡水保石角庄、八芝蘭林庄、瓦笠庄、毛少翁社，另設八芝蘭林街。嘉慶年間改隸淡水廳芝蘭一堡。同治年間屬芝蘭堡石角溝庄、芝蘭街、毛少翁社庄、毛少翁社及大加蠟堡社仔庄、溪州底庄。1879年，屬臺北府淡水縣芝蘭一堡林口庄、員山仔庄、福德洋庄、棋林厝庄、社仔庄、洲尾庄、石角庄、南雅庄、三角埔庄、東勢庄、番仔仔庄、庄仔頂庄、草山庄、公舘地庄、菁碧庄、雙溪庄、番仔嶺庄、平頂庄、毛少翁社庄；芝蘭二堡中洲庄、溪洲庄；大加蠟堡溪洲底庄、溪沙尾庄。
1895年，日治初期原臺北府改設臺北縣，本區先後屬士林辦務署、台北辦務署。1901年臺北縣裁撤，改隸臺北廳。1909年，屬臺北廳士林支廳士林區芝蘭一堡士林街、林子口庄、福德洋庄、湳雅庄、石角庄、洲尾庄、三角埔庄、下東勢庄、公舘地庄、永福庄、雙溪庄、埤頂庄、菁礐庄、草山庄、七股庄；社子區之社子庄、溪洲底庄；和尚洲區之中洲庄。1920年，臺北州及臺北市設立，庄改制為大字。士林隸屬臺北州七星郡，設「士林庄」。後因人口聚集，乃於1933年升格為「士林街」。
1945年，二戰結束，中華民國接管臺灣。1946年1月起，全臺灣劃分為八縣，士林鎮屬臺北縣七星區:29。1947年1月，裁撤七星區，士林鎮改隸臺北縣淡水區:397。1949年8月26日，成立草山管理局（1950年12月改名陽明山管理局:398），士林鎮劃為該局轄區，行政區域仍屬臺北縣，仍稱「臺北縣士林鎮」:397－398。1967年7月1日，臺北市升格為直轄市。1968年7月1日，陽明山管理局改隸臺北市，士林鎮改為「士林區」:403。1974年1月，裁撤陽明山管理局，士林區直隸於臺北市:403、405。1990年3月12日，臺北市實施第四期行政區域調整，將原屬士林區的洲美里劃歸北投區，並將原屬中山區的福樂里、康寧里、明勝里及部分的劍潭併入士林區:409。

## 地理

### 位置
- 北接北投區、新北市金山區、萬里區
- 東面為新北市汐止區
- 西面為新北市五股區、蘆洲區、三重區、八里區
- 南接大同區、中山區、內湖區

士林區與11個區相鄰，是中華民國與最多三級行政區（鄉、鎮、縣轄市、區）相鄰的三級行政區。

### 人口
根據臺北市士林區戶政事務所統計，2024年底士林區戶數約10.9萬戶，人口約26.4萬人，區內人口最多與最少的里分別是天玉里與永福里，2024年底兩里人口分別為8,890人與1,172人。

## 政治

### 歷任首長
士林長
| 屆次 | 姓名   | 上任日期 | 卸任日期 | 備註 |
| ---- | ------ | -------- | -------- | ---- |
| 1    | 何慶熙 | 1920年   | 1922年   |      |

士林街街長
| 屆次 | 姓名   | 上任日期 | 卸任日期 | 備註 |
| ---- | ------ | -------- | -------- | ---- |
| 1    | 潘光楷 | 1920年   | 1922年   |      |

士林鎮鎮長
| 任次 | 姓名   | 上任日期  | 卸任日期  | 備註             |
| ---- | ------ | --------- | --------- | ---------------- |
| 1    | 賴克明 | 1946年2月 | 1947年1月 | 官派             |
| 2    | 丁雲霖 | 1947年2月 | 1949年1月 | 鎮民代表間接選舉 |
| 3    | 丁雲霖 | 1949年2月 | 1951年1月 | 鎮民代表間接選舉 |
| 4    | 郭欽智 | 1951年7月 | 1953年6月 | 民選             |
| 5    | 何楚義 | 1953年7月 | 1956年6月 | 民選             |
| 6    | 陳滿堂 | 1956年7月 | 1960年1月 | 民選             |
| 7    | 陳滿堂 | 1960年1月 | 1964年2月 | 民選             |
| 8    | 林振興 | 1964年3月 | 1968年6月 | 民選             |

士林區區長
| 屆次 | 姓名   | 上任日期   | 卸任日期   | 備註 |
| ---- | ------ | ---------- | ---------- | ---- |
| 1    | 林振興 | 1968年7月  | 1979年7月  | 官派 |
| 2    | 馬兆宗 | 1979年9月  | 1988年3月  | 官派 |
| 3    | 陳和記 | 1988年3月  | 1993年5月  | 官派 |
| 4    | 林義煊 | 1993年5月  | 1994年9月  | 官派 |
| 5    | 陳光國 | 1995年1月  | 1999年3月  | 官派 |
| 6    | 葉傑生 | 1999年3    | 2004年9月  | 官派 |
| 7    | 林菁   | 2004年9月  | 2007年9月  | 官派 |
| 8    | 張義芳 | 2007年9月  | 2012年10月 | 官派 |
| 9    | 陳泉壽 | 2012年10月 | 2013年4月  | 官派 |
| 10   | 黃雯婷 | 2013年4月  | 2014年11月 | 官派 |
| 11   | 江慶輝 | 2014年11月 | 2021年7月  | 官派 |
| 12   | 洪進達 | 2021年7月  | 現任       | 官派 |

### 區政組織

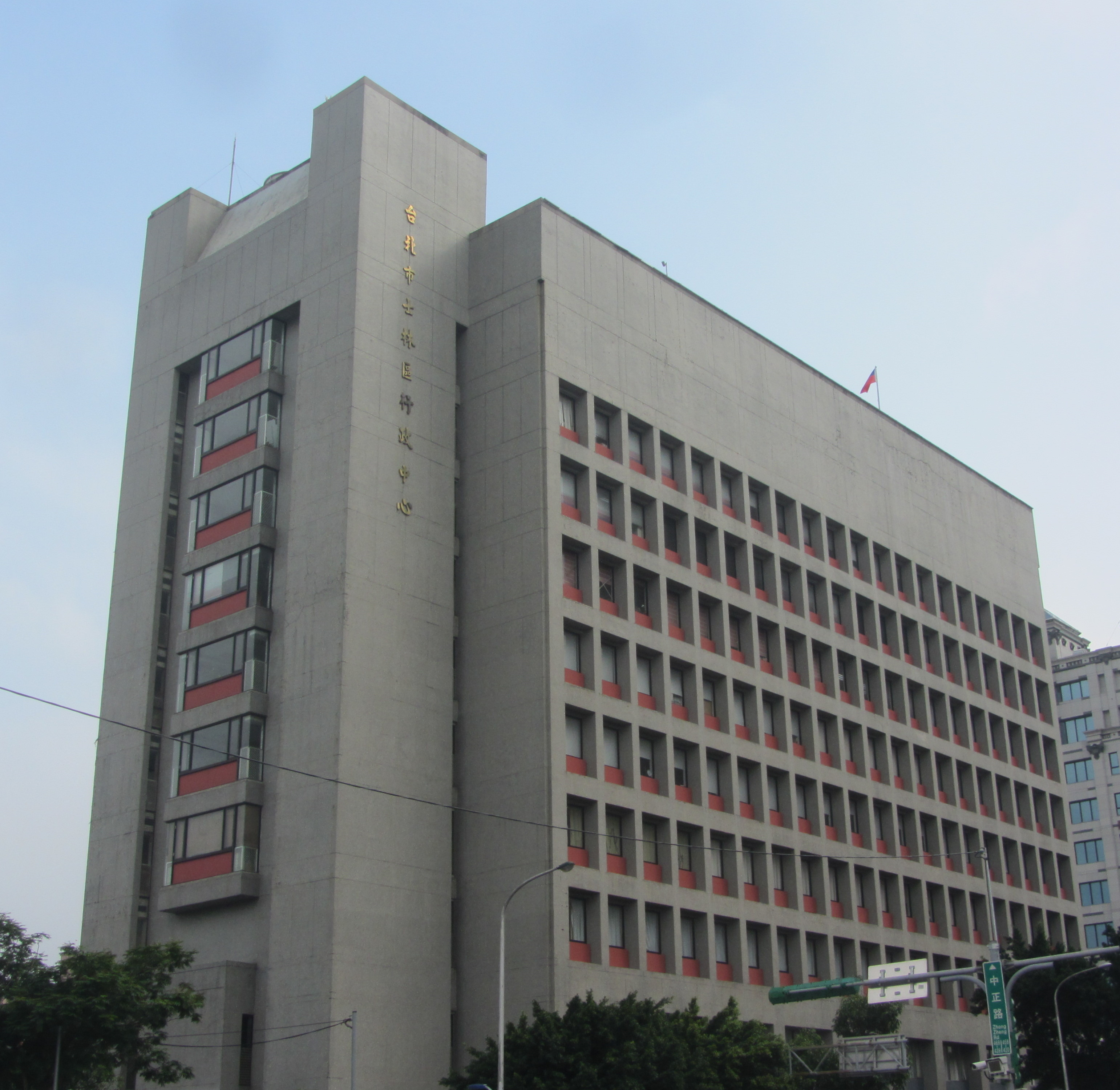
士林區行政中心

士林區公所是臺北市政府在士林區的派出機關，在中華民國政府架構中為市政府綜理區政的執行機關，上級業務監督機關為臺北市政府。区长由市長任命，其任期為無任期保障。在區長、副區長及主任秘書之下，設有5課4室等9個內部單位。

### 行政區

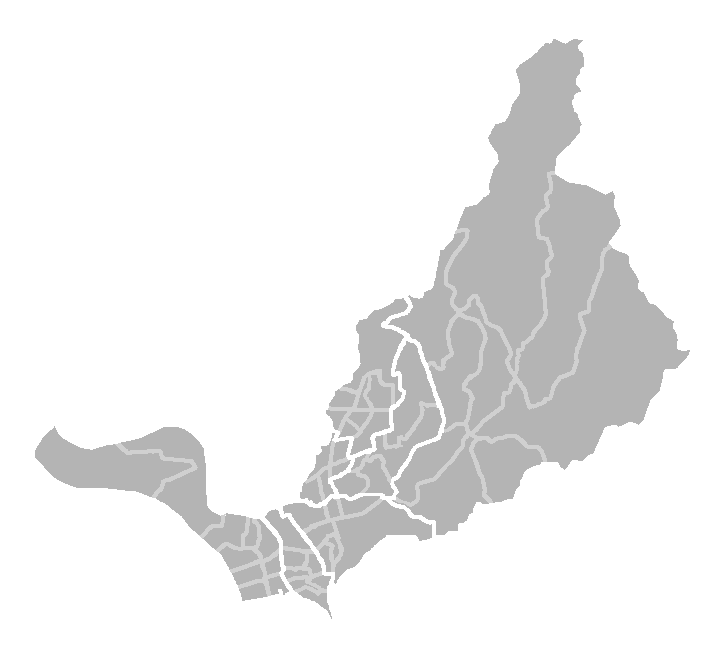
臺北市士林區次分區位置圖：社子（左一）、後港（左二）、街上（左三）、蘭雅（中左）、天母（中上）、芝山岩（中右）、陽明山（右）。

現今士林區行政範圍的確立，來自於1990年3月，調整行政區域，將原屬中山區的劍潭地區部分土地劃入士林區區域，同時原屬士林區的洲美里也在此時劃出並納入北投區:163。
士林區共轄51個里，其行政區域分布情形為：
| 次分區   | 里名   | 里名   | 里名   | 里名   | 里名   | 里名   | 里名   | 里名   | 里名   | 里名   |
| -------- | ------ | ------ | ------ | ------ | ------ | ------ | ------ | ------ | ------ | ------ |
| 社子區   | 福順里 | 富光里 | 葫蘆里 | 葫東里 | 社子   | 社新里 | 社園里 | 永倫里 | 福安里 | 富洲里 |
| 後港區   | 後港里 | 福中里 | 前港里 | 百齡里 | 承德里 | 福華里 | 明勝里 |        |        |        |
| 街上區   | 仁勇里 | 義信里 | 福林里 | 福德里 | 福志里 | 舊佳里 | 福佳里 |        |        |        |
| 蘭雅區   | 德行里 | 德華里 | 忠誠里 | 蘭雅里 | 蘭興里 |        |        |        |        |        |
| 芝山岩區 | 岩山里 | 名山里 | 聖山里 | 芝山里 | 東山里 |        |        |        |        |        |
| 天母區   | 三玉里 | 天母里 | 天福里 | 天祿里 | 天壽里 | 天和里 | 天山里 | 天玉里 |        |        |
| 陽明山區 | 永福里 | 公館里 | 新安里 | 陽明里 | 菁山里 | 平等里 | 溪山里 | 翠山里 | 臨溪里 |        |

## 教育

### 特殊學校
- 臺北市立臺北特殊教育學校
- 臺北市立啟明學校

### 國際學校
- 臺北美國學校
- 台北市日僑學校
- 臺北歐洲學校

### 大專院校
- 臺北市立大學天母校區
- 東吳大學
- 銘傳大學（台北校區以及基河校區）
- 中國文化大學
- 台北海洋科技大學（士林校區）
- 國立陽明交通大學創新育成大樓

### 高級中等學校

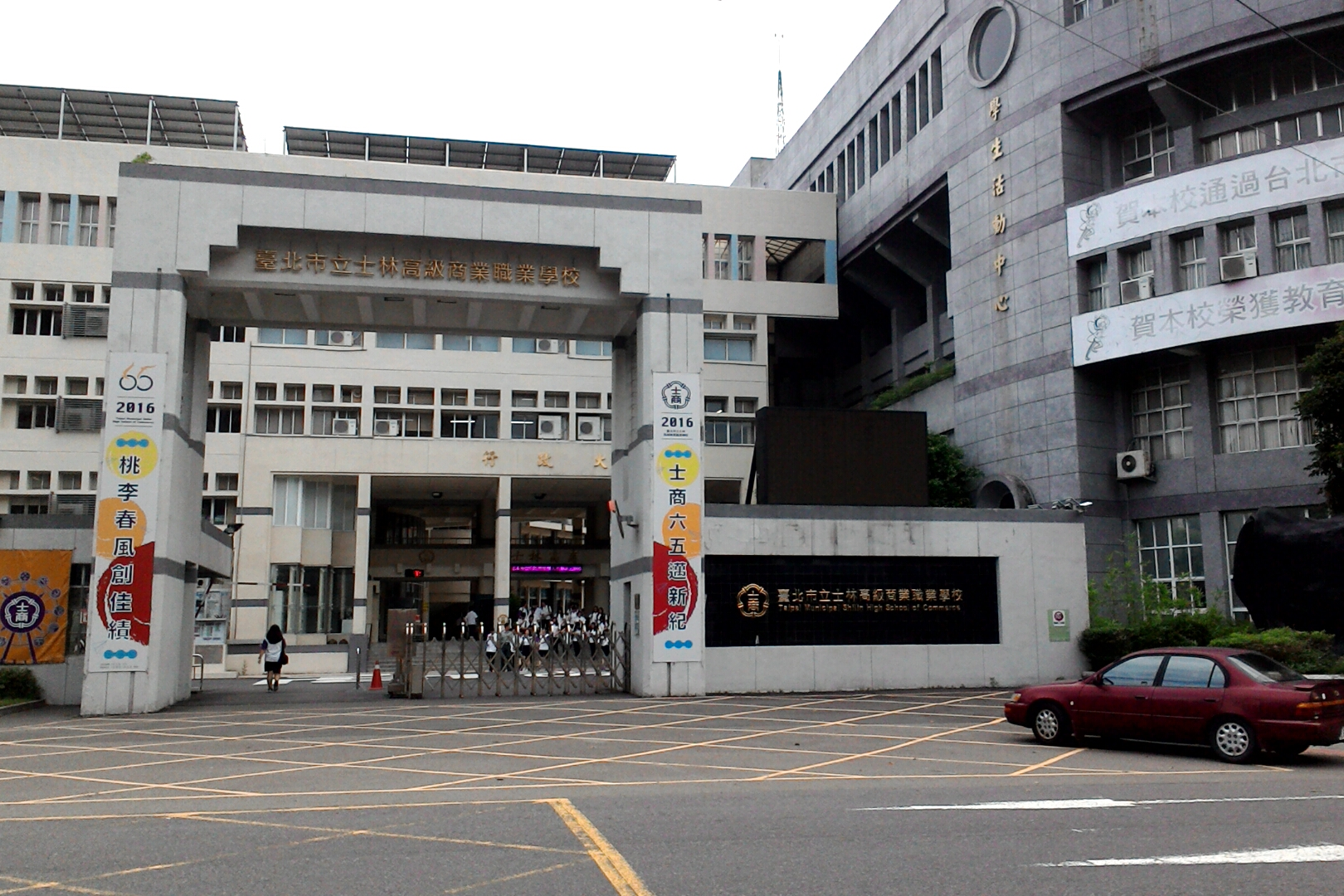
臺北市立士林高級商業職業學校

- 臺北市立陽明高級中學
- 臺北市立百齡高級中學
- 臺北市立士林高級商業職業學校
- 臺北市私立泰北高級中學
- 臺北市私立華興高級中學
- 臺北市私立衛理女子高級中學
- 臺北市私立華岡藝術學校

### 國民中學
- 臺北市立士林國民中學
- 臺北市立至善國民中學
- 臺北市立格致國民中學
- 臺北市立福安國民中學
- 臺北市立天母國民中學
- 臺北市立百齡高級中學附設國民中學
- 臺北市立陽明高級中學附設國民中學
- 臺北市立蘭雅國民中學
- 臺北市私立華興國民中學

### 國民小學
- 臺北市士林區士林國民小學
- 臺北市士林區士東國民小學
- 臺北市士林區文昌國民小學
- 臺北市士林區百齡國民小學
- 臺北市士林區芝山國民小學
- 臺北市士林區雨聲國民小學
- 臺北市私立華興國民小學
- 臺北市士林區陽明山國民小學
- 臺北市士林區福林國民小學
- 臺北市士林區劍潭國民小學
- 臺北市士林區蘭雅國民小學
- 臺北市士林區三玉國民小學
- 臺北市士林區天母國民小學
- 臺北市士林區平等國民小學
- 臺北市士林區社子國民小學
- 臺北市士林區雨農國民小學
- 臺北市士林區富安國民小學
- 臺北市士林區溪山國民小學
- 臺北市士林區葫蘆國民小學
- 臺北市士林區雙溪國民小學

### 幼稚園
- 台北市立雨聲國民小學附属幼稚園
- 台北市立士林國民小學附属幼稚園
- 台北市立士東國民小學附属幼稚園
- 台北市立富安國民小學附属幼稚園
- 台北市立社子國民小學附属幼稚園
- 台北市立剣潭國民小學附属幼稚園
- 台北市立陽明山國民小學附属幼稚園
- 台北市立葫蘆國民小學附属幼稚園
- 台北市立渓山國民小學附属幼稚園
- 台北市立芝山國民小學附属幼稚園
- 台北市立雙渓國民小學附属幼稚園
- 台北市立雨農國民小學附属幼稚園
- 台北市立蘭雅國民小學附属幼稚園
- 台北市立福林國民小學附属幼稚園
- 台北市立文昌國民小學附属幼稚園
- 台北市立平等國民小學附属幼稚園
- 台北市立百齡國民小學附属幼稚園
- 欣光幼稚園
- 幼心幼稚園
- 大慈幼稚園
- 天道幼稚園
- 十大幼稚園
- 育成幼稚園
- 求真幼稚園
- 日新幼稚園
- 忠義幼稚園
- 博仁幼稚園
- 現代私墊幼稚園
- 育強幼稚園
- 江慧幼稚園
- 蘭雅幼稚園
- 牧愛堂幼稚園
- 華民幼稚園
- 聖徳幼稚園
- 海光幼稚園
- 何嘉仁幼稚園
- 愛光幼稚園
- 育新幼稚園
- 世霖幼稚園
- 泰安幼稚園
- 力群幼稚園
- 正音幼稚園
- 多多幼稚園
- 民華幼稚園
- 啓明學校幼稚園
- 奧爾仕幼稚園
- 啓智學校附幼
- 天鵝堡幼稚園

### 圖書館
- 臺北市立圖書館百齡智慧圖書館[17]
- 臺北市立圖書館李科永紀念圖書館[18]
- 臺北市立圖書館葫蘆堵分館[19]
- 臺北市立圖書館天母分館
- 臺北市立圖書館士林分館[20]

## 醫療機構
- 臺北市立聯合醫院陽明院區、士林門診部
- 新光吳火獅紀念醫院

## 交通

### 捷運
臺北捷運
- 淡水信義線：芝山站 - 士林站 - 劍潭站

### 道路
- 台2甲線：陽金公路、仰德大道
- 台2乙線：百齡橋、承德路六段、北淡公路、中山高速公路臺北交流道
- 洲美快速道路、中山高速公路（汐五高架）環北交流道
- 承德橋（與大同區相接）、中山二橋（與中山區中山北路相接）、自強隧道（與中山區大直、內湖區相接）
- 其他道路參見士林區道路列表

### 未來

#### 捷運
台北捷運
- <█ 環狀線北環段（興建中）：社子站 – 福德洋站 – 士林站 – 林子口站 – 故宮站

#### 輕軌
社子輕軌
- <█ 東西線（暫緩規劃）：頂福洲站 – 下福洲站 – 溪砂尾站 – 臨江園站 – 溪洲底站 - （北投區） - 芝山站 – 蘭雅站 – 天母棒球場站 – 天母站
- <█ 南北線（暫緩規劃）：葫蘆堵站 – 社子站 – 兒童新樂園站

## 旅遊

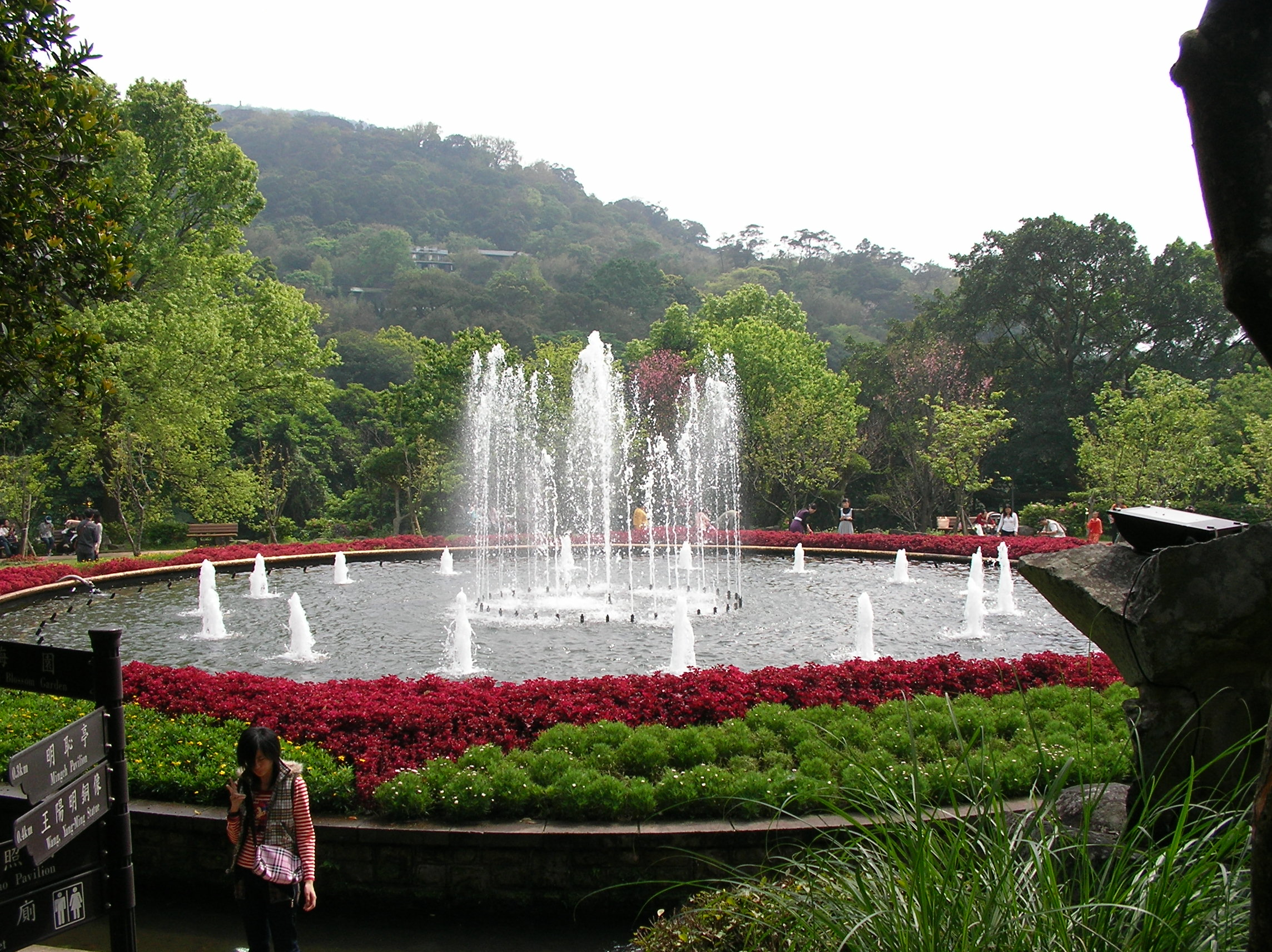
陽明山花鐘旁的公園
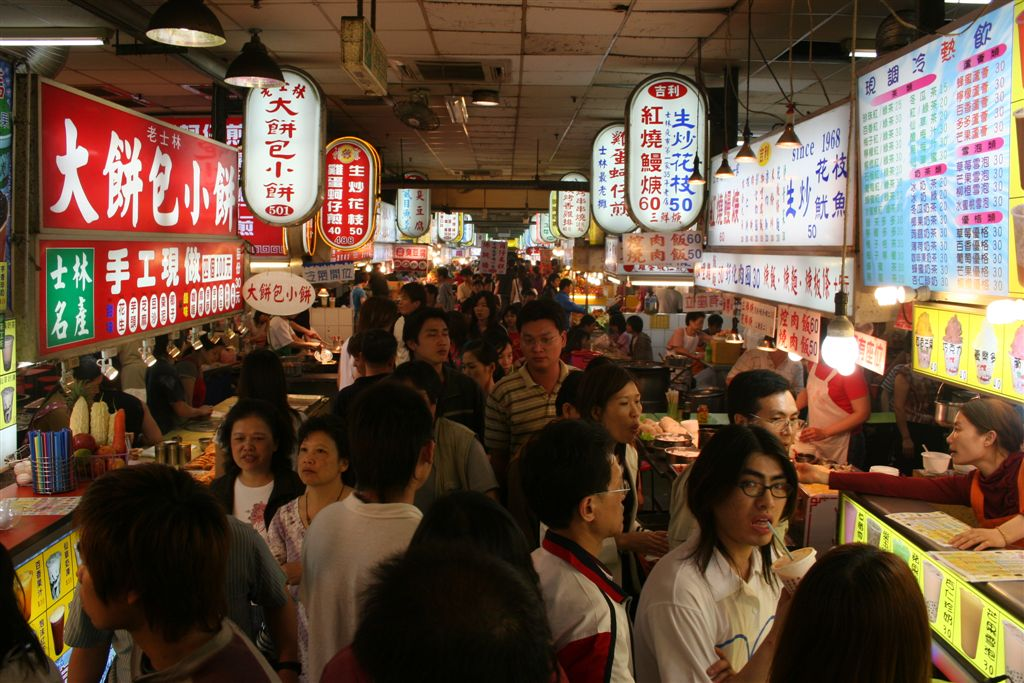
士林夜市
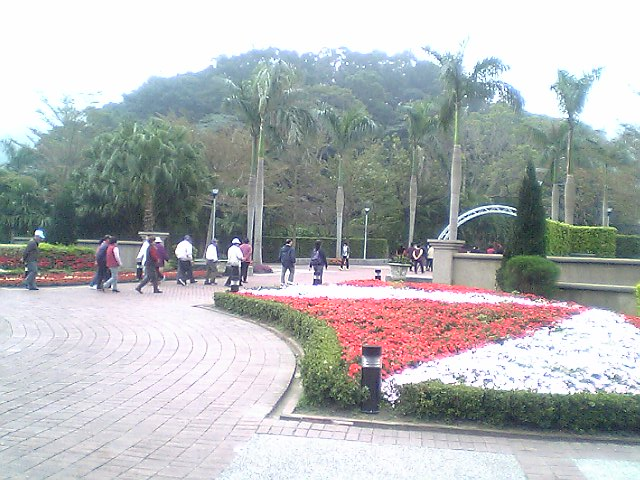
士林官邸大門一景
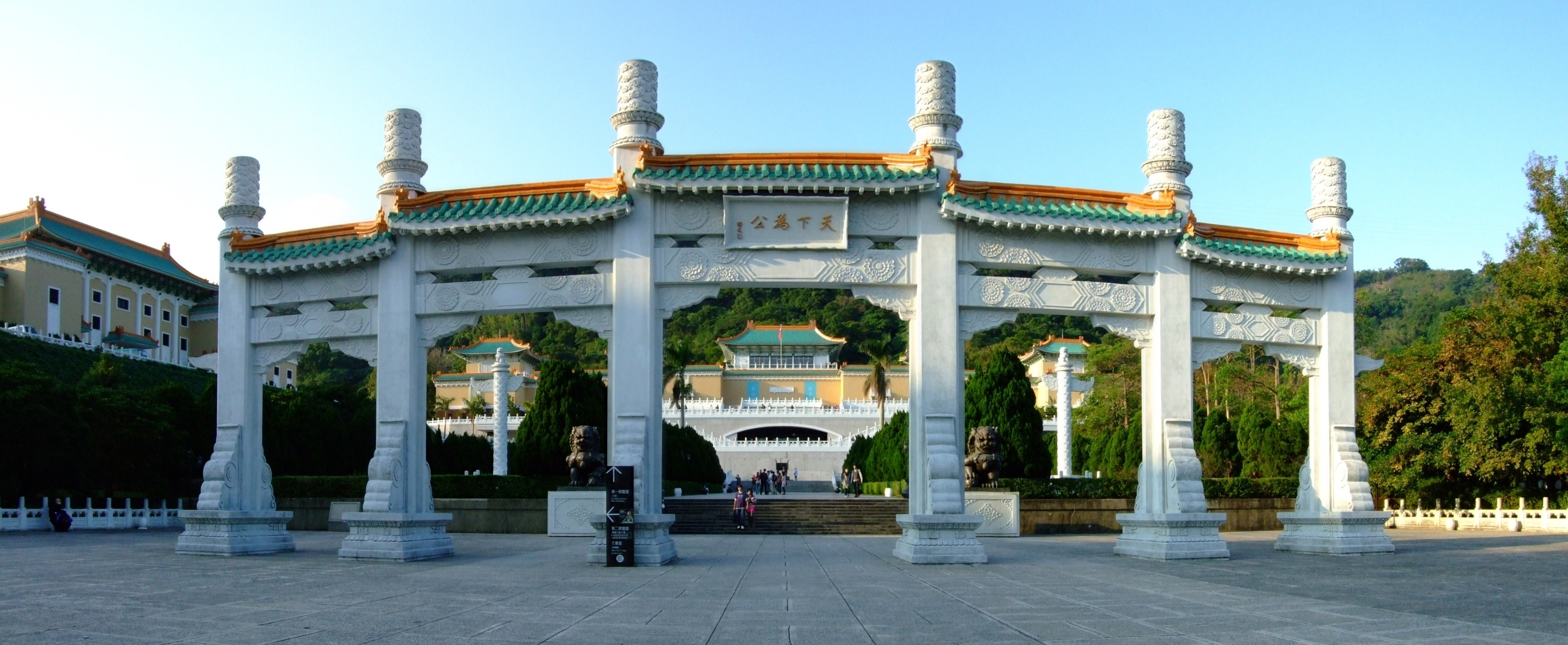
故宮入口牌樓
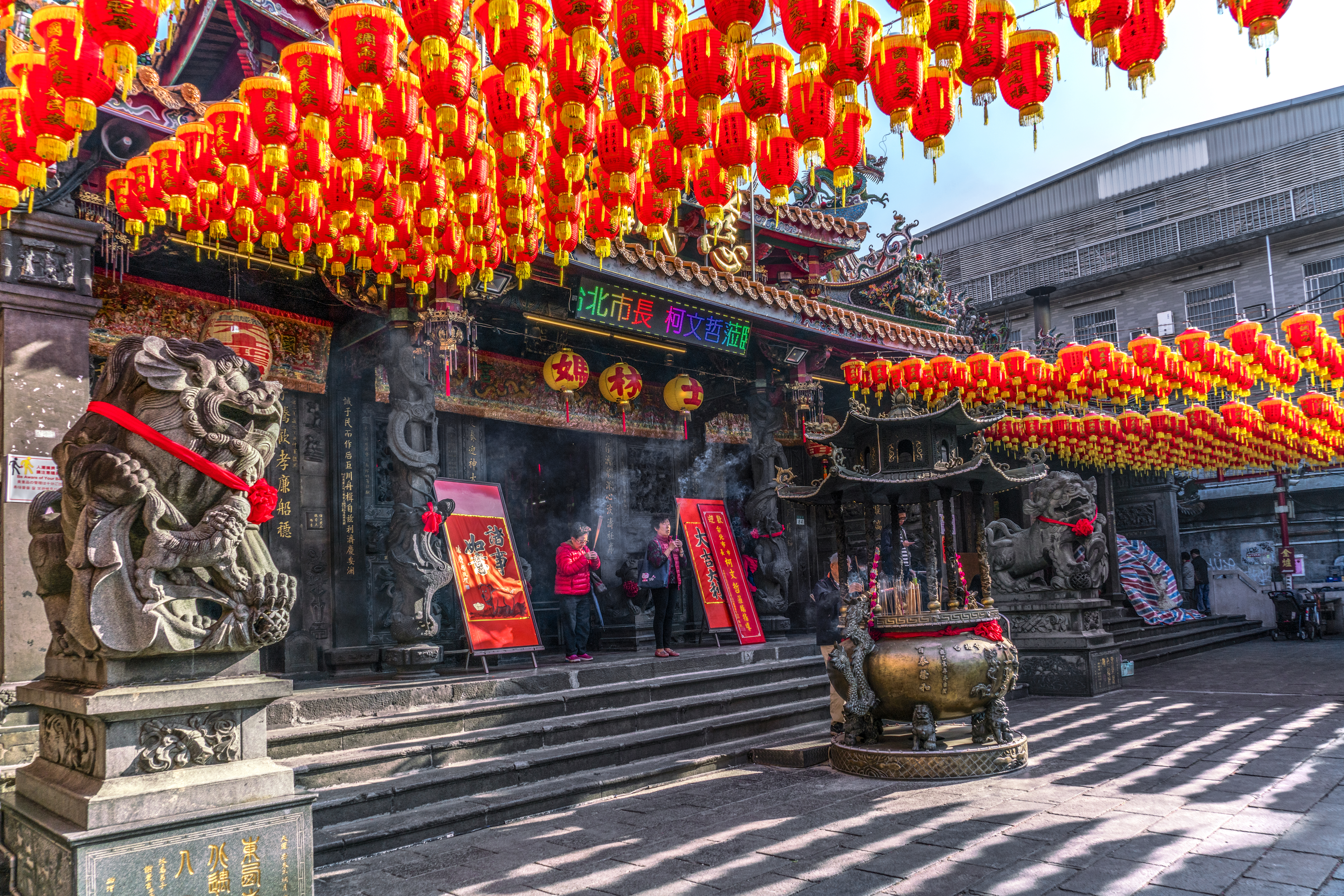
士林慈諴宮
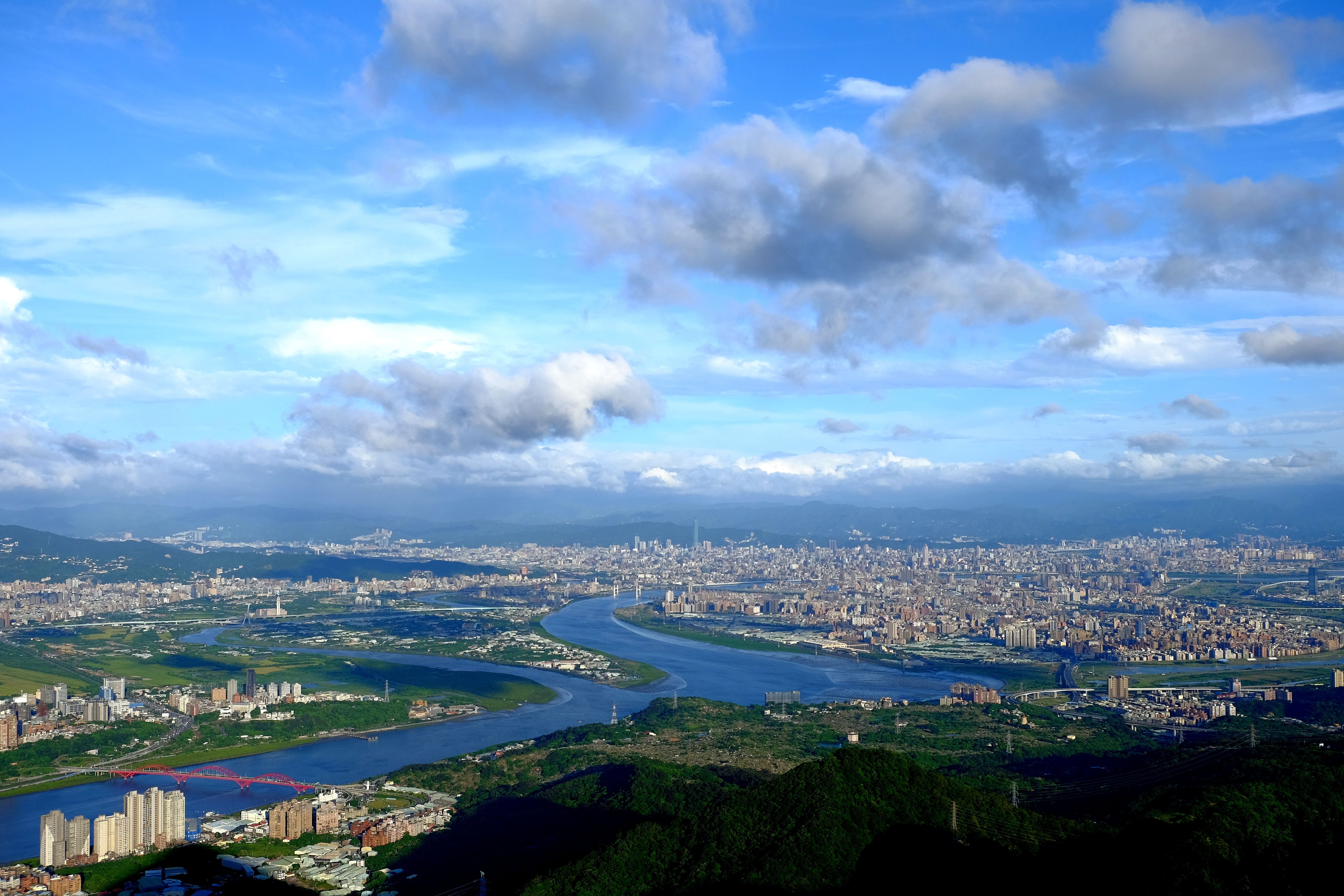
社子島（由觀音山眺望）
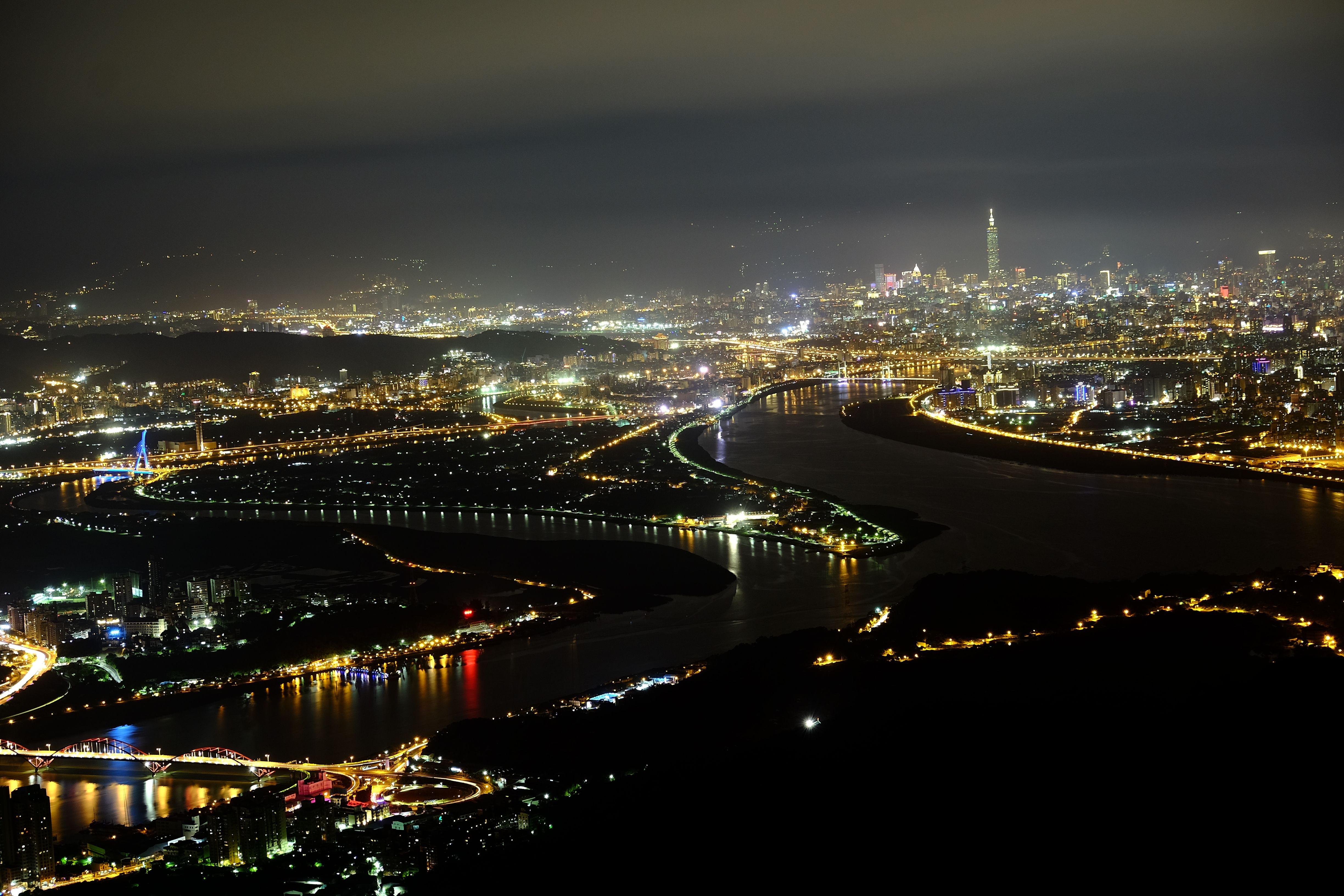
社子島夜景（由觀音山眺望）

### 都市更新
- 文林苑都市更新

位於文林路士林橋、前街及後街一帶的都市更新爭議。事件始於王家不同意所擁有的兩塊土地和建物，包含在臺北市政府核定的都市更新範圍內，經由樂揚建設擔任實施者規劃都市更新事業計劃興建「文林苑」住宅大樓。2014年經過長期抗爭與訴訟，反對戶與建商樂揚建設達成和解，雙方簽字，樂揚建設同意撤銷所有訴訟。文林苑於2016年9月完工交屋。

### 名勝
- 國立故宮博物院
- 至善園
- 郭元益糕餅博物館
- 順益臺灣原住民博物館
- 士林官邸
- 錢穆故居
- 臺北市立兒童新樂園，2014年設置，位於國立臺灣科學教育館旁邊。
- 國立臺灣科學教育館，位於臺北市立天文科學教育館以及臺北市立兒童新樂園旁邊。
- 臺北市立天文科學教育館
- 陽明山國家公園
- 帕米爾公園
- 至善公園
- 雙溪公園
- 開臺聖王成功廟
- 三腳渡天德宮
- 永福磁石
- 平菁街42巷櫻花 (賞櫻)
- 台北奧萬大 (賞楓)
- 台北花卉村 (花卉文創園區，位於社子)

### 古蹟
- 國定古蹟：
  - 士林官邸

- 直轄市定古蹟：
  - 芝山岩遺址：西元前二、三千年建立。
  - 芝山岩隘門：1825年建立。
  - 芝山巖惠濟宮：1752年建立。
  - 士林慈諴宮：1796年建立。
  - 士林公有市場：1910年建立。
  - 閻錫山故居：1951年建立。
  - 閻錫山墓：1960年建立。

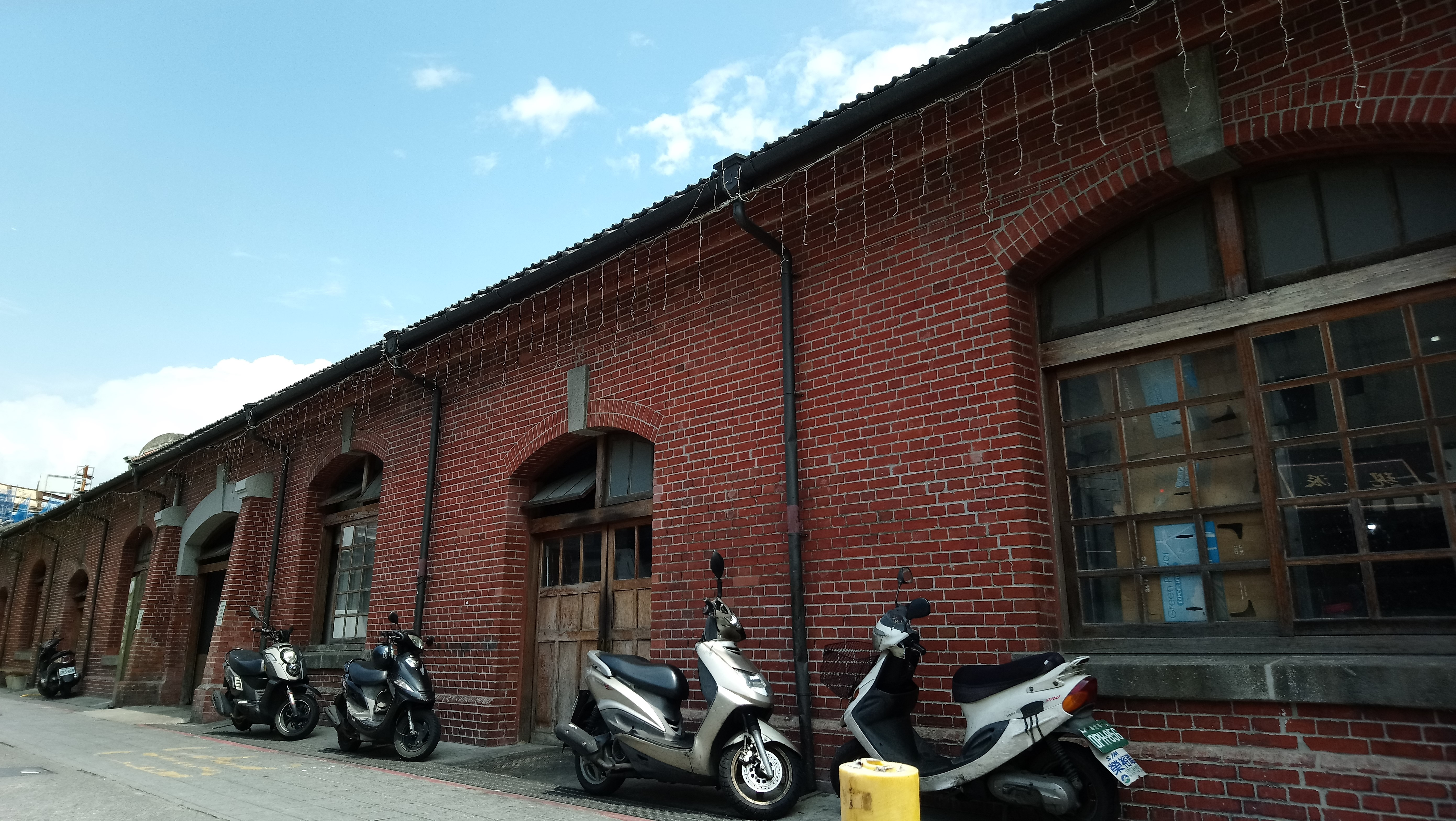
士林公有市場

  - 蔣中正宋美齡故居（士林官邸內）：1950年建立。
  - 潘宮籌墓：1870年建立。
  - 天母白屋：1951年建立。
  - 士林潘宅：1851年建立。
  - 草山御賓館：1951年建立。
  - 士林神農宮（芝蘭廟）：1741年建立。

- 歷史建築：
  - 士林國小圖書館：1920年建立。
- 紀念建築：
  - 林語堂故居：1966年建立。
  - 錢穆故居：1968年建立。
- 文化景觀：
  - 七星墩圳 (坪頂古圳)：1725年建立。
  - 陽明山美軍宿舍群：1950年建立。

- 其他：
  - 中國電影文化城 (中影文化城)：1975年開幕，曾為臺灣電影和臺灣電視劇的拍片取景地點之一，也是知名的觀光景點，2008年休園，2015年結束營業。
  - 明德樂園：1979年開幕，曾是許多人的童年回憶，2004年結束營業。

### 廟宇
士林慈諴宮、士林神農宮與芝山巖惠濟宮被稱為士林地區的三大古廟。
- 永平福德宮：位於臺灣臺北市士林區永倫里、社子國小校園內的土地祠，1763年建立。
- 士林街福德宮：位於臺灣臺北市大南路，主祀福德正神，興建於1861年。
- 天母三玉宮：位於臺灣臺北市天母東路，為主祀五穀先帝，興建於1947年。
- 金鶴宮：位於臺灣臺北市芝玉路，主祀瑤池金母，興建於1974年。
- 士林德和宮：位於臺灣臺北市士林區德行里的土地祠。
- 芝山巖聖佑宮：位於臺北市士林區雨聲街90號，主祀石頭公祖，興建於1972年。
- 後港墘景佑宮：位於臺北市士林區承德路四段277巷33號，主祀福德正神。
- 坤天亭：位於臺灣臺北市士林區富安里的哪吒廟，為社子島的信仰中心。
- 社子台北共和宮：位於臺北市士林區社子街117號，主祀劉邢黃府千歲，興建於1974年。
- 社仔社福宮：位於臺北市士林區社中街210巷31號，主祀福德正神。
- 葫蘆寺：位於臺北市士林區社子島延平北路五段285巷35號，主祀觀世音菩薩，興建於1955年。
- 葫蘆堵海光宮：位於臺北市士林區葫蘆街87號，主祀觀世音菩薩，興建於1968年。
- 囝仔公威靈廟：位於臺灣臺北市士林區富洲里的陰廟，為社子島的水流公信仰之一。

### 佛寺
- 報恩寺：位於臺灣臺北市中山北路，供奉本師釋迦牟尼佛，興建於1922年。原名報恩堂，屬於臨濟宗妙心寺派。
- 昭明寺：位於臺灣臺北市中山北路，供奉本師釋迦牟尼佛，興建於1934年。屬於臨濟宗妙心寺派。
- 士林圓明寺位於臺灣臺北市劍南路，供奉本師釋迦牟尼佛，興建於1957年。
- 淨光寺：位於臺灣臺北市中山北路七段190巷113之3號，供奉本師釋迦牟尼佛，創建於1960年。
- 慈悟寺：位於臺灣臺北市中山北路，供奉本師釋迦牟尼佛，興建於1991年。
- 台北市南海普陀山慧濟寺：位於臺灣臺北市中山北路七段190巷34之1號，供奉觀世音菩薩，興建於1962年。
- 東方寺：位於臺灣臺北市永公路245巷24號，供奉本師釋迦牟尼佛，興建於1972年，也是台北賞櫻景點之一。

### 道場
- 老君山 姜太公道場 (陽明山七星燈)：位於士林區平菁街。
- 台灣創價學會：位於士林區至善路二段。
- 高野山真言宗金輪寺：位於士林區永公路。
- 陽明山蓮花雨：位於士林區永公路。

### 商圈
- 士林夜市
- 天母商圈
- 中正路商圈[22]

### 百貨公司
- 遠東SOGO百貨台北天母店
- 大葉高島屋
- 新光三越百貨台北天母店

### 購物
- 墊腳石圖書文化廣場-士林店
- 士東市場

### 美食
- 松竹園：陽明山唯一知名米其林必比登推薦餐廳，位於士林區永公路。
- 外雙溪（至善路二段、至善路三段）：大台北地區釣蝦場中，密度最高的匯集地。

## 體育場館
- 士林運動中心
- 社子島棒球場
- 天母棒球場（中華職棒味全龍的主場之一，另一個為新竹棒球場）

## 企業總部
- 士林電機
- 英業達
- 中興巴士暨關係企業
- 中鼎工程
- 郭元益食品
- 北投士林科技園區

## 治安機關

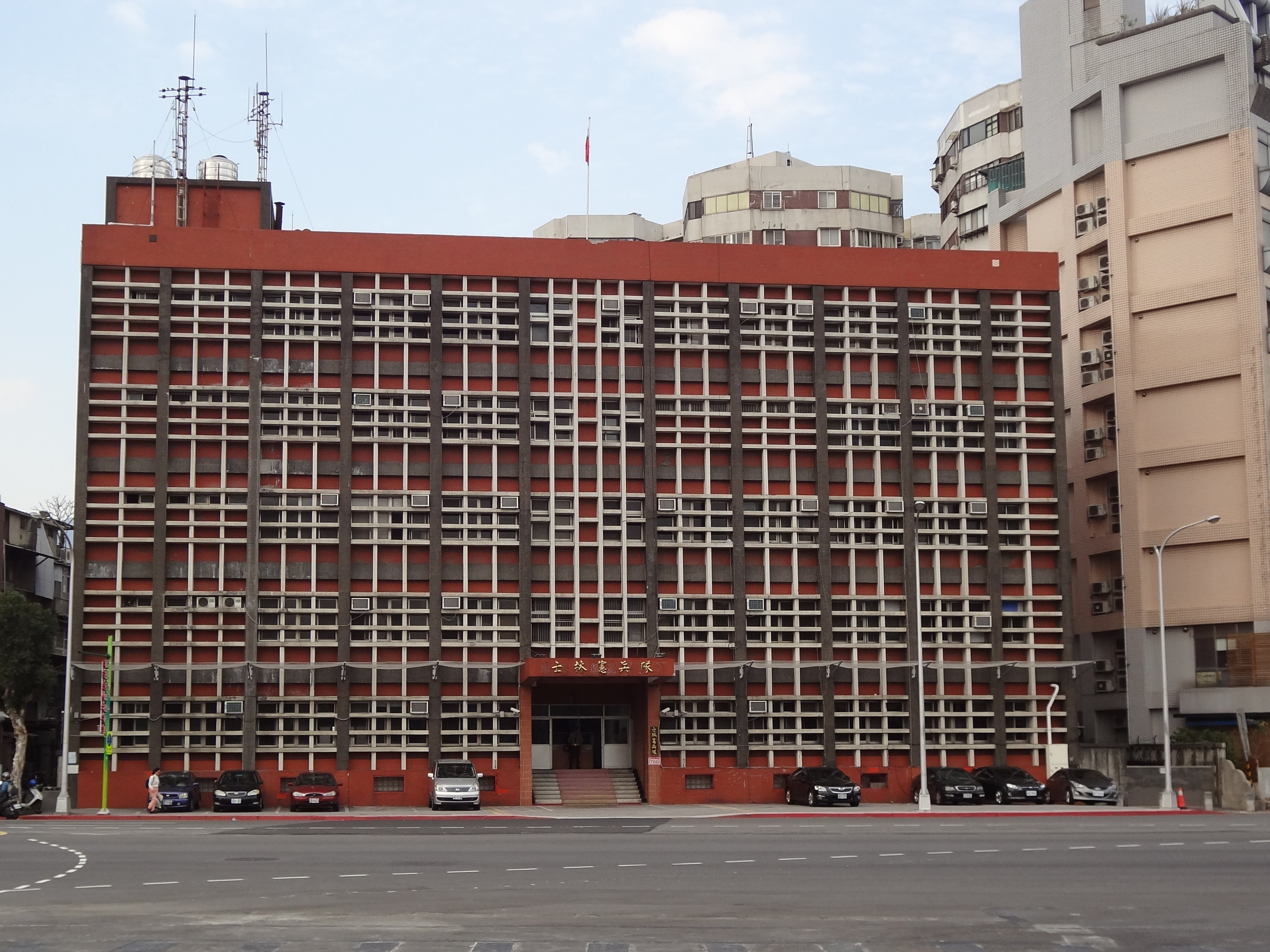
士林憲兵隊

- 臺北市政府警察局士林分局
  - 勤務指揮中心
  - 偵查隊
  - 警備隊
  - 交通分隊

1. 文林派出所
2. 社子派出所
3. 後港派出所
4. 蘭雅派出所
5. 天母派出所
6. 芝山岩派出所
7. 永福派出所
8. 山仔后派出所
9. 溪山派出所
10. 翠山派出所
11. 平等駐在所

- 士林憲兵隊

## 外国代表機構
- 巴西商務辦事處
- 史瓦帝尼駐華大使館

### 引用
1. ↑  .   [2015-04-03]. （原始内容存档于2015-04-05）.
2. ↑  . 臺北市士林區公所. 2021-11-26  [2025-01-23]. （原始内容存档于2024-06-06） （中文（臺灣））.
3. ↑  《臺北市 士林區》，臺北市政府官方網站 （页面存档备份，存于）
4. 1 2 3 4 5  . 臺北市文獻委員會. 1988-06: 174–185.
5. ↑  士林鎮志編纂委員會. . . 臺北市: 士林鎮志編纂委員會. 1968 （中文（臺灣））.
6. 1 2 3 4 5 6  張中訓 (编). . . 臺北市士林區: 臺北市士林區公所. 2010 （中文（臺灣））.
7. ↑  《戡亂期間臺灣省陽明山管理局設置辦法》
8. ↑  . 臺北市士林區戶政事務所. 2009-07-26  [2021-07-07]. （原始内容存档于2022-04-05）.
9. ↑  . 臺北市鄰里服務網. 2019-02-22  [2021-07-07]. （原始内容存档于2022-04-05） （中文（臺灣））. 民國79年3月12日區里行政區域調整，將原屬中山區之福樂里、康寧里兩里併入本里里名保留不變
10. ↑  . 臺北市鄰里服務網. 2019-06-05  [2021-07-07]. （原始内容存档于2022-04-05） （中文（臺灣））. 將中山區劍潭 里中山北路以西部分併入本里
11. ↑  . 臺北市士林區戶政事務所.   [2022-10-19]. （原始内容存档于2022-10-19） （中文（臺灣））.
12. ↑  . 內政部統計月報. 2020-02-10  [2020-07-09]. （原始内容 (XLS)存档于2020-05-01） （中文（臺灣））.
13. ↑  . 臺北市士林區公所.   [2021-09-27]. （原始内容存档于2022-04-05） （中文（臺灣））.
14. ↑  卞鳳奎; 張震鐘 (编). . . 臺北市士林區: 臺北市士林區公所. 2010 （中文（臺灣））.
15. ↑  . 臺北市士林區公所.   [2023-07-08]. （原始内容存档于2021-11-18） （中文（臺灣））.
16. ↑  . 臺北市士林區公所.   [2023-07-08]. （原始内容存档于2023-07-08） （中文（臺灣））.
17. ↑  .   [2020-08-10]. （原始内容存档于2021-01-12）.
18. ↑  .   [2020-08-10]. （原始内容存档于2021-01-24）.
19. ↑  .   [2020-08-10]. （原始内容存档于2021-01-12）.
20. ↑  .   [2020-08-10]. （原始内容存档于2021-01-24）.
21. ↑  自由時報電子報. . news.ltn.com.tw. 2016-05-11  [2023-11-02]. （原始内容存档于2023-11-02） （中文（臺灣））.
22. ↑  黃立宇.士林中正路商圈轉運人潮多 捷運士林站旁近夜市店面搶手 （页面存档备份，存于）.蘋果日報.2005-03-05

### 來源
- 士林鎮志編纂委員會. . 臺北市: 士林鎮志編纂委員會. 1968 （中文（臺灣））.
- 張中訓等編纂. . 臺北市士林區: 臺北市士林區公所. 2010. ISBN 978-986-02-6588-0 （中文（臺灣））.
- 《大灣大員福爾摩沙：從葡萄牙航海日誌、荷西地圖、清日文獻尋找台灣地名真相》，貓頭鷹出版，翁佳音、曹明宗 著，2016/01/07，ISBN　9789862622766.
- 施添福等編纂. . . 卷二十二·臺北市. 南投: 國史館臺灣文獻館. 2018. ISBN 978-986-05-7029-8 （中文（臺灣））.

## 外部連結
- 臺北市士林區公所（繁體中文）（页面存档备份，存于）